# Circoscrizione Massiccio Centrale-Centro
La Circoscrizione Massiccio Centrale-Centro è stato uno dei collegi elettorali in cui è stata suddivisa la Francia per le elezioni del Parlamento europeo. Essa coincide con l'area coperta dalle regioni dell'Alvernia, Centro-Valle della Loira, e Limosino.
Il collegio comprendeva una popolazione di circa 4 500 000 abitanti, e ha eletto 6 europarlamentari tra il 2004 e il 2009, ridotti a 5 tra il 2009 e il 2019 (con una rappresentanza di 1 deputato ogni 753 000 abitanti).